# Помешательство (фильм)
«Помешательство» (англ. Dementia) — американский черно-белый экспериментальный фильм ужасов 1955 года, снятый режиссёром Джоном Паркером по собственному сценарию. В видоизменённой версии фильм известен как «Дочь ужаса» (англ. Daughter of Horror).
Сюжет фильма, в котором переплетены реальность и фантазия, рассказывает о нескольких часах из жизни молодой женщины, которая блуждает по подворотням ночного Лос-Анджелеса, вступая в разного рода отношения с незнакомыми людьми, включая убийство и вспоминает о трагической гибели своих родителей. «Она блуждает по самой уродливой реальности большого города, где жён избивают, пьяные валяются на улице, женщин подвергают насилию, полиция жестоко избивает преступников, процветают наркомания, взяточничество и повседневные издевательства над простыми людьми. Это холодный, суровый мир».
Как написал кинокритик Гэри Дон Родес: "По своей сути, эта картина является экспериментом в кинематографическом экспрессионизме… Хотя формально это фильм ужасов, «Дочь ужаса» в действительности принадлежит различным жанрам. Стилистически он включает в себя элементы хоррора, нуара и экспрессионизма. Наиболее важные среди них: фильм нуар и криминальная драма, но он также перекликается с такими экспериментальными работами, как «Андалузский пёс» (1929) Луиса Бунюэля.
Хотя фильм был закончен в 1953 году, он столкнулся с серьёзными цензурными проблемами и был допущен к прокату в кинотеатрах только в 1955 году, когда Паркер передал права на картину компании «Exploitation Pictures». Изначально «Помешательство» был смонтирован без текста, но с музыкой и звуковыми эффектами, наложенными на стадии постпродакшена. В 1955 году перед выходом на экраны фильм был переименован в «Дочь смерти» и урезан, получив закадровое повествование голосом актёра Эда Макмахона.

## Сюжет
Молодая женщина просыпается от кошмара в захудалом отеле. Она покидает жилье и блуждает в ночи. Она встречает карлика, продающего газеты с заголовком «Таинственная поножовщина». Она загадочно улыбается и быстро идет дальше. В темном переулке к ней подходит пьяная женщина и хватает её. Полицейский спасает её и избивает пьяного, когда она уходит. По пути к ней подходит cутенёр с тонкими, как карандаш, усами и пёстро одетый, покупает ей цветок из корзины цветочницы и уговаривает её сопровождать богача-свинью в лимузине с шофером. Когда они путешествуют в ночи, она вспоминает свою трагическую юность и своего жестокого отца. Она зарезала его выкидным ножом после того, как он застрелил её неверную мать.
Богач водит её по барам и ночным клубам и, наконец, они приходят в его элегантную высотную квартиру. Сначала он игнорирует её, когда пирует роскошным ужином. Она соблазняет его, и когда он приближается к ней, закалывает его своим выкидным ножом, выталкивая из окна верхнего этажа. Падая, он хватает кулон на её шее, и он остается в его руке, когда он падает. Обезумевшая женщина выбегает из здания на улицу, рука мертвеца все ещё сжимает её кулон железной хваткой, заставляя отпилить кисть с уликой ножом. Она убегает, представляя себе безликих свидетелей, бесстрастно наблюдающих за ней. Снова появляется патрульная машина. Тот же полицейский со странной застывшей улыбкой следит за ней светом фар, пока она убегает; кажется, у него лицо её отца. Она прячется за угол, пряча отрубленную руку в корзине цветочницы.
Когда она бежит по переулку, сутенер внезапно хватает её из скрытого дверного проема и тащит в клуб; восторженная публика смотрит, как играет джаз-бэнд. Входит улыбающийся полицейский, а у окна лежит труп богача, указывая окровавленным обрубком на своего убийцу. Толпа движется вперед, окружая её, при этом маниакально смеясь. Она теряет сознание, просыпаясь одна в своем грязном гостиничном номере. Она подходит к зеркалу на комоде и ищет ответы. В верхнем ящике она обнаруживает сломанный кулон, зажатый в пальцах отрубленной руки.

## В ролях
- Эдриэнн Баррет — главная героиня
- Бруно Ве Сота[англ.] — богач
- Бен Роузман — полицейский / отец
- Ричард Баррон — сутенер
- Эд Хинкл — дворецкий
- Люсиль Роулэнд — мать
- Джебби Ве Сота — цветочница

## Создатели фильма
Фильм создан коллективом малоизвестных в большом кино фигур во главе «с продюсером, сценаристом и режиссёром Джоном Паркером, который в экранных титрах указан только как „Джон Паркер продакшн“, и „Помешательство“ так и остался его единственным полнометражным фильмом». Дэвид Калат, отмечает, что «Джон Дж. Паркер был начинающим режиссёром», который до того «не поставил ни одного фильма, но это мало что значит, так как Голливуд начала 1950-х годов был полон таких неопытных надежд».
Калат выделяет особую роль в создании фильма «секретарши Паркера, мисс Эдриэнн Баррет. Благодаря её лихорадочному ночному сну в мире появился один из самых известных образцов американского экспрессионизма. Однажды она пришла на работу, всё ещё не в состоянии забыть кошмар, приснившийся ей ночью», который «никак её не отпускал. Она испытывала потребность с кем-нибудь им поделиться — и рассказала его своему боссу. После чего кошмар овладел Паркером, и он решил поделиться им со значительно более широкой аудиторией».
При работе над фильмом Паркер «обратился к своим друзьям: актёру Бруно Ве Сота, который всё чаще появлялся в картинах Роджера Кормана, и оператору Уильяму С. Томпсону, который снимал быстро и грязно, в частности, такие эксплуатационные картины, как „Маньяк“ (1934) Эспера Дуэйна или „Глен или Гленда“ (1953) Эда Вуда». Как отмечает Хоган, «ночную съёмку умело осуществил многоопытный и малоизвестный оператор Уильям С. Томпсон, который снимал многие фильмы категории В и Z, включая семь фильмов режиссёра Эда Вуда», среди которых «Тюремная наживка» (1954), «Невеста монстра» (1955), «Ночь упырей» (1959) и «План 9 из открытого космоса» (1959).
Как отмечает Калат, «Эдриэнн Барретт сыграла саму себя, воссоздав свой сон на улицах калифорнийской Венеции — в маленьких тёмных переулках, которые Орсон Уэллс использовал для съёмок „Печати зла“ (1958), а Бен Роузман выполнил двойные обязанности и как актёр, и как художник по декорациям». Карлик "Анджело Росситто сыграл роль торговца газетами, что было его работой и в реальной жизни. Росситто имел наибольший опыт съёмок в культовых фильмах среди всех членов команды, сыграв ещё в фильме Тода Браунинга «Уродцы» (1932), множестве дешёвых фильмов студии «Монограм», и продолжал сниматься в необычных фильмах вплоть до фантастического экшна «Безумный Макс 3: Под куполом грома» (1985).

## Создание фильма
Как отмечается на сайте Американского института кино, «на основе ночного кошмара своей секретарши Эдриенн Барретт, Паркер сделал короткометражный фильм, который использовал для сбора средств на постановку этого фильма. Барретт сыграла главную роль в нём главную роль, а его сопродюсерами стали актёры Бруно Ве Сота и Бен Роузман». Как отмечает Калат, «импровизируя с материалом на съёмочной площадке», члены творческой группы «дали свободу своему воображению, превратив фрагменты наполовину забытого сна Барретт в полный безумных подробностей полнометражный фильм под названием „Помешательство“ (1955)». «Они сняли всю картину без актёрских реплик, добавив позднее саундтрек. Под руководством музыкального режиссёра Эрнста Голда композитор Джордж Антейл написал музыку фильма с жутковатым, напоминающим звук терменвокса, вокалом тогдашней жены Голда Марни Никсон».

## Прокатная судьба фильма
Калат пишет, что "Паркер начал показывать «Помешательство» в 1953 году в нескольких кинотеатрах в Нью-Йорке, используя собственные ограниченные связи в кругах прокатчиков. Согласно статье в «Daily Variety» от 30 ноября 1955 года, в 1953 году, когда Паркер представил фильм на утверждение в Цензурный совет штата Нью-Йорк, он получил отказ. «Совет объявил фильм „бесчеловечным, непристойным, и квинтэссенцией отвратительности“, принудив Паркера снять картину с проката». Калат отмечает, что цензоры с такой яростью «нападали на этот странный маленький доморощенный фильм как будто разрозненные показы, которые организовали его создатели, могли бы как-то угрожать общественной морали». По мнению Калата, причиной преследования фильма было, то, что «это был аутсайдерский фильм, подпольная работа, которая появилась в то время, когда о независимом прокате ещё никто не слышал».
По утверждению Гленна Эриксона, в 1953—1955 годах Паркер более десяти раз передавал фильм на утверждение нью-йоркским цензорам, но каждый раз получал отказ по причине демонстрируемых там ужасов. Их список претензий включал почти каждый запретный пункт Производственного кодекса: фильм демонстрирует довольно страшное расчленение и намёки на проституцию, сутенёрство, полицейскую коррупцию, адюльтер, инцест (возможно) и героиновую наркоманию. Цензоры потребовали удалить практически каждый такой момент в фильме. Позднее Совет согласился пропустить фильм при условии, что из него будут удалены некоторые моменты, и хотя Паркер подавал несколько апелляций, решение Совета так и осталось без изменений. На сайте Американского института кино отмечается, что «Паркер отказывался менять фильм, так как чувствовал, что после сокращений он может стать вообще невоспринимаемым. Отказавшись от самостоятельного проката фильма в кинотеатрах, Паркер попытался заинтересовать им студию „Юнивёрсал-Интернешнл“, но безуспешно».
Наконец, в 1955 году Паркер продал права на прокат фильма компании «Exploitation Pictures», одним из партнёров в которой был известный продюсер Джэк Х. Харрис. По требованию новых владельцев Паркер внёс в фильм «некоторые существенные изменения, чтобы приспособить фильм к потребностям прокатчика. Во-первых, он урезал его до 55 минут, убрав моменты, которые более всего беспокоили цензоров». Нью-йоркский совет, ослабивший к тому времени свои цензурные требования, согласился допустить картину к прокату при условии, что «будет удалён продолжительный эпизод, в котором Гамен отрезает руку Богача и бросает отрезанную руку в корзину Цветочницы». Кроме того, «Паркер написал закадровый текст, который сопровождал музыку Антейла, что однозначно определяло картину как фильм ужасов. Добавив закадровое повествование и назвав фильм хоррором, Паркер приглушил наиболее беспокоившие цензоров моменты». Отмечается, что «Цензурный совет всё равно неохотно выдал разрешение на прокат фильма, ограничив его категорией „только для взрослых“».
Официальная премьера фильма состоялась в Нью-Йорке 22 декабря 1955 года. Согласно статье в «NY Journal American», в качестве рекламного хода перед премьерой картины сотрудников кинотеатров обязали пройти медицинское обследование у кардиолога, чтобы избежать сердечных приступов во время показов. Американский институт киноискусства отмечает, что «фильм получил очень ограниченный прокат, и так и не подавался на утверждение в Администрацию Производственного кодекса».
В конце 1957 года компания Exploitation Productions, Inc. получила права на дистрибуцию фильма, переименовав его в «Дочь ужаса». «После появления Джека Харриса с чековой книжкой, фильм получил более широкий прокат, настоящий постер и официальные площадки, а „Variety“ даже посвятила ему рецензию». Компании удалось поставить этот «странный авангардный фильм на коммерческий рынок, найдя восприимчивую подростковую аудиторию. Фильм вошёл во все списки безумных низкобюджетных фильмов ужасов своего времени в драйв-инах и на ночных сеансах, попал в категорию культовых, а затем — в общественное достояние, и стал повсеместным в эпоху домашнего видео». Как отмечает Калат, эта картина «смогла внедриться даже глубже в душу поклонников фильмов В, чем большинство его сородичей, после того, как Харрис, который был продюсером очень популярного фантастического фильма „Капля“ (1958), ввёл в тот фильм следующую сцену: когда желатиновый монстр захватывает кинотеатр, на его экране демонстрируется эпизод из „Дочери ужаса“, а когда зрители в ужасе разбегаются, они пробегают мимо реальных кинопостеров „Дочери ужаса“».
Позднее «Помешательство» было восстановлено в своём изначальном виде, и «было издано на DVD вместе с „Дочерью ужаса“».

## Оценка фильма критикой

### Общая оценка фильма
После выхода фильма на экраны журнал «Variety» в рецензии от 28 декабря 1955 года назвал его «самым странным из тех, которые когда-либо предлагались к демонстрации в кинотеатрах», а французский журнал «Cahiers du cinéma» написал: «до какой степени этот фильм является произведением искусства, мы точно не знаем, но в любом случае, это сильная вещь». Газета «Нью-Йорк таймс» в своей рецензии отметила, что это «первая режиссёрская работа Джона Паркера, который написал сценарий, поставил и спродюсировал это неубедительное исследование сознания девушки, комплекс отверженности которой приводит к убийственным видениям». Далее газета отмечает, что хотя мы «понимаем стремление мистера Паркера сказать что-то новое», однако «это не позволяет примириться с нехваткой поэтического чувства, аналитического мастерства и кинематографического опыта, которые продемонстрированы в этом фильме». Отметив некоторые положительные моменты картины, в частности «саундтрек, который показывает некоторые мысли благодаря хорошо выстроенному джазовому эпизоду и впечатляющей музыке Джорджа Антейла». Однако, резюмирует «Нью-Йорк таймс», «отдельные достоинства являются лишь слабым утешением этой в целом непроработанной картины. Фильм не относится к высшей лиге». «Time Out Film Guide» в своё время отметил, что фильм «исследует сексуальную паранойю одинокой женщины через поток экспрессионистских искажений, которые должны выглядеть как авангард, если бы вульгарный фрейдизм не слишком напоминал бы о фильмах категории В 1950-х годов».
Современный кинокритик Дэвид Хоган отметил, что "не принимаемый многими и восхваляемый некоторыми, этот 57-минутный дешёвый фильм идёт по знакомым напряженным тропам фильма нуар, но когда мы напряжённо вглядываемся, то видим то витиеватое и отвратительное, что связывает нуар с хоррором… в фильме «нет завтра, только вчера и очень неприятное „прямо сейчас“». Критик признает, что «фильм обладал той призрачностью, которая могла вызвать непонимание и даже отвращение зрителя». Кэветт Бинион назвал фильм «одним из намеренно странных экспериментов в истории фильмов ужасов», который «смотрится как сюрреалистическое кошмарное путешествие по раскручивающемуся сознанию молодой женщины». По мнению критика, «этот совершенно неповторимый фильм разрушил практически все установленные нормы фильмов ужасов своего времени (как и любого другого), вызывая ужас исключительно с помощью дезориентации зрителя». Критик Деннис Шварц решил, что это «очень необычный и странный чёрно-белый фильм, который трудно классифицировать из-за его причудливости». Он «рассказывает о ночном кошмаре одинокой, сексуально подавленной, психической женщины», и «представляет собой сюрреалистический кошмар», сочетающий «воображаемую историю из фрейдистских образов и знакомых сцен из послевоенных фильмов категории В». Однако, по мнению Калата, «самым безумным аспектом „Помешательства“ или „Дочери ужаса“, как его ни называй, был не его иллюзорный сюжет и не показ бегущей по переулкам женщины, которая прижимает к груди окровавленную руку — а сама идея о том, киноиндустрия 1950-х годов может рассматривать эту картину как одну из своих».

### Сравнение с другими фильмами
Современные кинокритики сравнивали фильм со многими картинами в жанре экспрессионизм, сюрреализм, психологический хоррор и нуар.
Дэвид Калат отмечает, что фильм «выглядит как сон, а его экспрессионистская эстетика тесно связывает его с классикой эпохи немого кино, фильмом „Кабинет доктора Калигари“ (1920), больше, чем с более современными аналогами». Гленн Эриксон отмечает, что «это по-настоящему немой фильм с музыкой и звуковыми эффектами, который как по духу, так и по техническим приёмам близок великому „Вампиру“ (1932) Карла Дрейера… только ещё более завёрнут в направлении Немецкого экспрессионизма».
Калат считает, что показанное в фильме «путешествие через подбрюшье Америки, в котором смешиваются картины повседневного ужаса реальной жизни с сюрреалистическими образами, продолжает линию малоизвестного авангардного фильма Майи Дерен „Полуденные сети“ (1943)», в котором «сама Дерен играет как видящую сон, так и своего двойника в нём (предвосхищая перевоплощение Барретт из переживающей сновидение в реальной жизни в своего кинематографического двойника), которая сталкивается с безликим человеком и постоянно возникающим ножом (те же образы преследуют и героиню Барретт)».
Эриксон сравнивает Гамен с битниками, а сам фильм называет «хоррором в духе Джека Керуака». Дэвид Хоган отмечает, что психическая болезнь героини «Помешательства» столь же «непристойна и уродлива, как и у преступников в фильмах нуар „Попутчик“ (1953) и „Ночь охотника“ (1955), что отличает их от элегантного и приукрашенного безумия героя в фильме Герда Освальда „Поцелуй перед смертью“ (1956)».
Деннис Шварц полагает, что «этот странный, причудливый фильм стал предшественником фильма нуар „Печать зла“ (1958) Орсона Уэллса и психологического хоррора „Отвращение“ (1965) Романа Полански. Даже если он и не сделан с намерением быть понятым, то любом случае он является очень серьёзным изображением человека, демонически одержимого виной». Шварц также отметил внешнее сходство Орсона Уэллса с Бруно Ве Сота, который исполнил роль Богача, а Эриксон обратил внимание на то, что фильм связан с «Печатью зла» ещё и тем, что некоторые уличные эпизоды обоих фильмов снимались в Венеции, Калифорния, в частности, около колоннады, которая стала знаменитой благодаря фильму Уэллса.
Другими фильмами, которые, по мнению Калата, «пошли по пути „Помешательства“, показывая персонажей, блуждающих в фантастических мирах, которые они не могут воспринять как игру собственного воображения, были „Карнавал душ“ (1962) Херка Харви и „Отвращение“ (1965). Однако, эти две работы выполнены в более реалистическом стиле, чем фильм Паркера». Бинион также отмечает: «Современные зрители, конечно, проведут параллели с фильмом „Отвращение“ (1965), который вышел на экраны десятилетие спустя. Хотя, возможно, ему не хватает энергетики и напряжённости фильма Полански, тем не менее это зловещая, новаторская веха в истории современного фильма ужасов».

### Некоторые художественные особенности фильма

#### Стилистические приёмы
Как отмечает критик Дэвид Хоган, «фильм наполнен нуаровыми чертами: убого меблированная комната, в которой отражается постоянное неоновое мигание надписи „ОТЕЛЬ“, тёмные переулки, безликие склады, карлик, торгующий газетами, алкаши и развратная цветочница. Другими символичными образами являются нож-бабочка, револьвер 38 калибра, „Кадиллак“ с шофёром, бесконечные сигареты, падающее тело, патрульная машина с включённым дальним светом, которая безжалостно гвоздит убегающую фигуру к стенам домов, свёрнутая трубочкой пачка банкнот, намекающая, что на неё можно купить секс, и жгучий джазовый ансамбль, который отправляет зрителей в нечеловеческое, сексуальное безумие. И наконец, там есть одиночество: жестокое и (в буквальном смысле) сводящее с ума». А «ошарашивающая сцена, где девушка по-деловому отпиливает запястье мёртвого человека, чтобы взять нечто, что эта рука схватила (в итоге, она просто возьмёт весь обрубок), сочетает самые суровые образы нуара с сюрреализмом Дали и Бенюэля. Картина почти буквально безумная». Хоган далее отмечает, что начавшись как нуар, фильм «делает резкий поворот в психологический хоррор, когда девушка видит своих воскресших родителей (он пьяница, она шлюха) среди домашней мебели, расставленной на туманном кладбище. Девушка, одетая как ребёнок, подходит к отцу сзади и убивает его ударом ножа в спину». Газета «Нью-Йорк таймс» также обращает внимание на использование «сюрреалистических приёмов… в ужасающей галерее образов, таких как сцена на кладбище».

#### Закадровое повествование
Практически во всех отзывах обращается внимание на то, что «в фильме нет актёрских реплик, единственные слышимые звуки — это шумы, такие как плач и смех, а также музыкальное сопровождение, включающее вокализ Марни Никсон и выступление джазовой группы Shorty Rogers and his Giants в ночном клубе». Когда фильм был перемонтирован и переименован к «Дочь ужаса», в нём появилось закадровое повествование, записанное молодым телеведущим Эдом Макмахоном, которое столь же лихорадочно, как и изобразительный ряд, и склонно к всплескам вроде «Давай же! Вурдалаки тебя не тронут!»". Как предполагается на сайте Американского института кино, «повествование, которое, предположительно, ведётся от лица привидения, которого Гамин встретила на кладбище, подчёркивает её безумие и виновность в убийствах, которые она совершает».

#### Женская тема в фильме
Критик Гэри Дон Роудс пришёл к заключению, что истинный кошмар фильма заключается в демонстрации женской объективизации и женского сопротивления насилию. «Такое сопротивление могло быть представлено публике 1950-х годов, наверное, наиболее естественно к жанровом пространстве фильма ужасов, и быть изложенным на языке психического заболевания», которые ограничивают трактовку темы. Калат отмечает, что «женщина, которая поднимает оружие против жестокости своего отца или сексуальной эксплуатации хищнических мужчин является прямой угрозой принятым половым ролям 1950-х годов». Благодаря смягчающему закадровому рассказу Макмахона «подрывной смысл фильма стал приемлемым».

## Отображение в массовой культуре
Фильм, вероятно, «наиболее знаменит своим появлением в фильме „Капля“ (1958), где он идёт в кинотеатре в тот момент, когда капля наносит удар».
Кадры фильма использованы в музыкальном видео рок-группы Faith No More к песне «Separation Anxiety» с её альбома 2015 года Sol Invictus.